# Josef Kittler
Josef Kittler (25. října 1913, Horní Jelení – duben 2002) byl český didaktik, matematik, vysokoškolský pedagog a děkan Pedagogické fakulty v Hradci Králové.

## Životopis
Josef Kittler se narodil 25. října 1913 v Horním Jelení. V roce 1931 odmaturoval na pardubické Vyšší škole reálné a začal studovat ČVUT v Praze, avšak kvůli sociálním problémům byl nucen studium přerušit. V roce 1932 nastoupil na obecnou školu v Bojnicích, kde učil až do roku 1938. Postupně si doplnil vzdělání a získal oprávnění učit na obecných školách a vyučovat francouzštinu, matematiku, rýsování a kreslení pro měšťanské školy. Během druhé světové války byl totálně nasazen. V roce 1944 z totálního nasazení utekl a zapojil se do partyzánského odboje.
Po roce 1945 se vrátil zpět do školství. Dva roky pracoval jako tajemník na školském odboru okresního národního výboru ve Vysokém Mýtě, po roce 1948 učil na školách v Praze-Libni a ve Vysokém Mýtě. Vystudoval Vysokou školu pedagogických studií a Vysokou školu politickou a sociální. V roce 1953 získal doktorát pedagogiky a titul inženýra ekonomických věd. V roce 1965 pracoval jako stážista na univerzitě v Berlíně a v témže roce získal docenturu na Filozofické fakultě Univerzity Karlovy pro obor didaktika se zaměřením na matematiku.
V šedesátých letech 20. století přešel na Pedagogickou fakultu v Hradci Králové a od roku 1967 působil jako proděkan pro vědeckou činnost. Během pražského jara vyeskalovala nespokojenost s děkanem fakulty Karlem Angelisem a po jeho odvolání v lednu 1968 byl novým děkanem zvolen Josef Kittler. Po invazi vojsk Varšavské smlouvy napsal dne 24. srpna protestní stanovisko do časopisu Pochodeň. V důsledku normalizačního tlaku je v říjnu 1969 donucen k rezignaci a děkanem je opět zvolen Karel Angelis.
Josef Kittler byl donucen opustit fakultu a později pracoval v Kancelářských strojích Praha v oboru výpočetní techniky. Když v polovině 60. let vznikl Kabinet pro modernizaci vyučování matematice a fyzice, Josef Kittler se stal jeho externím spolupracovníkem a připravoval experimentální učební texty. Až po sametové revoluci mohl vydat své učebnice matematiky. Zemřel v dubnu 2002.